# Ferrocarril en Ghana

Red ferroviaria de Ghana.

El sistema ferroviario de Ghana se ha limitado históricamente a las llanuras al sur de la barrera montañosa al norte de la ciudad de Kumasi. Sin embargo, el ferrocarril de vía estrecha de 1.067 mm, con un total de 935 kilómetros, está siendo objeto de una importante rehabilitación y se están realizando incursiones en el interior. En Ghana, la mayoría de las líneas son de vía única, y en 1997 se estimaba que 32 kilómetros eran de doble vía.
No hay enlaces ferroviarios con los países limítrofes. Sin embargo, hay planes para ampliar el ferrocarril Kumasi-Takoradi hasta Paga, junto a la frontera con Burkina Faso, además de un ramal de Tamale a Yendi.

## Cronología
Orden inverso.

### 2020
Se están construyendo varios ferrocarriles de ancho internacional, entre ellos:
- una línea desde Tema, pasando por Ho y Tamale hasta Uagadugú, capital de Burkina Faso
- una planta de traviesas de hormigón en Hemi.

## Más lecturas
- Shelford, Fred (8 de abril de 1902). «On West African Railways». Journal of the Royal African Society 1 (3): 339-354. ISSN 0368-4016.

- Datos: Q2069319
- Multimedia: Rail transport in Ghana / Q2069319